# Bandera de Boston
La bandera de Boston consta d'un camp blau cel (anomenat Blau Continental) i el segell de la ciutat de Boston al centre. Fou dissenyada el 1913 i adoptada per l'Ajuntament el 29 de gener de 1917. Utilitza el segell de la ciutat, el qual fou dissenyat el 1823 i adoptat oficialment el 1914.
El segell està format per un dibuix de la ciutat vista des del mar i la frase "BOSTONIA CONDITA AD. 1630" (Boston fundada l'any 1630 dC), tot envoltat pels lemes "SICUT PATRIBUS, SIT DEUS NOBIS" (Déu sigui amb nosaltre,s com ho va ser amb els nostres pares) i "CIVITATIS REGIMINE DONATA AD. 1830" (Ciutadania atorgada pel govern l'any 1830 dC) sobre fons daurat. La proporció és de 7:10

## Història
La bandera es va utilitzar originalment a la celebració del Dia de Colom de 1913 i altres festes de manera no oficial durant tres anys fins que va ser adoptada oficialment pel govern de la ciutat el 29 de gener de 1917.
En una enquesta de 2004 de l'Associació Vexil·lològica Nord-americana (NAVA) basada en l'aparença, la bandera de Boston es va situar en el lloc 133è de les 150 banderes municipals exposades. Els vexil·lòlegs solen classificar-lo com un "segell sobre un llençol".

## Ús
L'Ajuntament pot exhibir o portar la bandera en les ocasions oficials en què hi és present l'alcalde. La bandera oneja a l'Ajuntament i al Boston Common juntament amb la bandera nacional. Ningú pot utilitzar la bandera o una reproducció d'ella per motius comercials, tampoc es pot utilitzar per a publicitat ni en relació amb anuncis. Si s'infringeix la normativa es cobraran 20 dòlars per cada delicte.